# Heinrich Abendschein
Heinrich Abendschein (* 6. August 1920 in Belsenberg; † 21. März 1999 in Blaufelden) war ein deutscher Agrarwissenschaftler, Verwaltungsbeamter und Politiker (FDP/DVP).

## Leben
Abendschein beantragte am 22. Juni 1939 die Aufnahme in die NSDAP und wurde zum 1. Januar 1940 aufgenommen (Mitgliedsnummer 7.800.560). Er nahm dann von 1940 bis 1942 als Soldat am Zweiten Weltkrieg teil. 1941 erlitt er während des Russlandfeldzuges eine schwere Verwundung, woraufhin ihm der linke Oberarm amputiert werden musste. Nach seiner Rückkehr absolvierte er ein Studium der Agrarwissenschaften an der Landwirtschaftlichen Hochschule Hohenheim, das er 1947 mit der Diplomprüfung abschloss. 1948 wurde er zum Dr. agr. promoviert (Dissertation: Erbanalytische Untersuchungen an Bullen der Amor 169-Linie des Fränkisch-Hohenloheschen Fleckviehzuchtverbandes). Im Anschluss arbeitete er zunächst als Landwirtschaftslehrer in Bad Mergentheim, Öhringen und Künzelsau. Er trat dann in den Verwaltungsdienst ein, wurde 1959 als Oberregierungslandwirtschaftsrat Leiter des Landwirtschaftsamtes in Blaufelden und war zuletzt Regierungslandwirtschaftsdirektor.
Abendschein wurde bei der Landtagswahl 1972 über ein Zweitmandat des Wahlkreises Crailsheim als Abgeordneter in den Landtag von Baden-Württemberg gewählt, dem er bis 1976 angehörte.
Heinrich Abendschein war verheiratet und hatte drei Kinder.

## Ehrungen
- 1986: Verdienstkreuz am Bande der Bundesrepublik Deutschland